# Ariadne maculata
Ariadne maculata är en fjärilsart som beskrevs av Semper 1887. Ariadne maculata ingår i släktet Ariadne och familjen praktfjärilar. Inga underarter finns listade i Catalogue of Life.